# Wołodymyr Bakłan
Wołodymyr Bakłan, ukr. Володимир Баклан (ur. 25 lutego 1978 w Kijowie) – ukraiński szachista, arcymistrz od 1998 roku.

## Kariera szachowa
W latach 90. XX wieku był jednym z czołowych juniorów świata, dzieląc w 1992 w Duisburgu V miejsce w mistrzostwach świata do lat 14, w 1993 – IV m-ce w mistrzostwach Europy do lat 16 (w Szombathely), natomiast w 1995 – III m-ce w mistrzostwach Europy do lat 18 (w Żaganiu). W roku 1997 podzielił I miejsce w Cappelle-la-Grande oraz zdobył w Ałuszcie tytuł mistrza Ukrainy, natomiast rok później w mistrzostwach kraju rozegranych w tym samym mieście podzielił I-III miejsce. Również w 1998 podzielił I miejsce w otwartym turnieju w Groningen, a w 1999 zwyciężył (m.in. wraz z Joelem Lautierem) w kolejnym turnieju open w Bad Zwesten. W 2000 podzielił I miejsca w Ano Liosia (wspólnie m.in. z Hristosem Banikasem i Leonidem Judasinem) i Schwäbisch Gmünd (wspólnie m.in. z Arturem Jusupowem) w Schwäbisch Gmünd oraz był jednym ze zwycięzców turnieju w Kijowie. W tym również roku wystąpił w New Delhi w rozegranych systemem pucharowym mistrzostwach świata, awansując do II rundy. W 2001 po raz drugi wziął udział w walce o tytuł mistrza świata, ponownie awansując (w Moskwie) do II rundy. Triumfował również w memoriale Akiby Rubinsteina (który rozegrany został w formule otwartej) oraz podzielił I miejsce w Bad Wiessee (wraz z Władimirem Akopianem, Aleksandrem Szabałowem i Michałem Krasenkowem). W kolejnych latach zwyciężył bądź podzielił I miejsca m.in. w Cappelle-la-Grande (2002), Guingamp (2004), Schwäbisch Gmünd (2004), Solsonie (2004), Balaguerze (2005), Sorcie (2005), Hoogeveen (2005), Lorce (2006), Kijowie (2006), Wrocławiu (2009), Reykjaviku (2011) oraz Sitges (2014).
Dwukrotnie (w latach 2000 i 2002) reprezentował Ukrainę na szachowych olimpiadach, w roku 2000 zdobywając wraz z drużyną brązowy medal. W swoim dorobku posiada również złoty medal drużynowych mistrzostw świata, który zdobył w roku 2001 w Erywaniu.
Najwyższy ranking w dotychczasowej karierze osiągnął 1 października 2014 r., z wynikiem 2656 punktów zajmował wówczas 97. miejsce na światowej liście FIDE, jednocześnie zajmując 9. miejsce wśród ukraińskich szachistów.